# 斯莫基維尤鎮區 (堪薩斯州薩林縣)
斯莫基維尤鎮區（英語：Smoky View Township）是位於美國堪薩斯州薩林縣的一個行政鎮區。

## 地方資料
斯莫基維尤鎮區的面積為93.32平方千米，當中陸地面積為93.30平方千米，而水域面積為0.02平方千米。根據2010年美國人口普查的數據，當地共有人口911人，而人口密度為每平方千米9.76人。

## 外部連結
- US-Counties.com
- City-Data.com （页面存档备份，存于）